# Marlene Bruten Durst
Marlene Bruten Durst (Ciudad de México, 18 de junio de 1969) es una nadadora y numeróloga mexicana. 

## Biografía
A los 19 años compitió junto a la delegación mexicana en cuatro eventos de los Juegos Olímpicos de Seúl 1988.
Tiempo después se desempeñó en el programa de televisión “Estrellas Deportivas”, como comentarista deportiva en Cablevisión y como numeróloga en el radio con Gustavo Adolfo Infante y Óscar Mario Beteta al igual que en el programa matutino Venga la alegría.